# Panamerican Sports Network
Panamerican Sports Networks (PSN) fue un canal de televisión por suscripción latinoamericano dedicado a los deportes. Estuvo en el aire para Latinoamérica desde el 15 de febrero del 2000 hasta el 16 de marzo del 2002 y estuvo disponible en dos señales: en español para Hispanoamérica y en portugués para Brasil.
El canal transmitía numerosas competencias de fútbol, básquetbol, tenis, vóley, rugby, automovilismo, boxeo y golf. Sus principales competidores eran TyC Sports, ESPN y Fox Sports.

## Historia
El canal fue lanzado el 15 de febrero del 2000 con la transmisión del primer partido de la primera fase de la Copa Libertadores de América, disputado entre el Palmeiras de Brasil y The Strongest de Bolivia.
Desde su inicio, PSN contó con eventos de importancia como la Copa Libertadores de América, las eliminatorias de la Copa Mundial de Fútbol de 2002, la Copa Merconorte y la Copa Mercosur, la Serie A de Italia y la Primeira Liga Portuguesa (fútbol), la Liga Sudamericana de Clubes (básquet), las carreras de Fórmula 1, US Open 2001 de tenis, entre tantos otros. Su distribución fue creciendo mes a mes, hasta lograr superar en audiencia a otros canales ya posicionados a través de los años al nivel local y latinoamericano.
Algunos de sus relatores, comentaristas y presentadores fueron (entre otros) Ricardo Ortiz, Eduardo Biscayart, Omar Fuentes, José Luis Clerc, Nicolás Pereira, Andrés Agulla, Andrés Perco, Jorge Omar Del Río, Fernando Pizarro, Gonzalo González, Rodolfo Martín, Jorge Ottati, Javier Hernández Bonnet, Luis Alfredo Hernández, Aldo Schiappacasse, Fernando Solabarrieta, Mauricio Israel, Arturo Salah, Daniel Barreto, Pablo Martínez, Gustavo del Puerto, Martín Charquero, Ciro Procuna, Héctor Quispe, Martín Sandoval, Javier Díaz Gamba, Juan Pablo Varsky, Sebastián Vignolo, Roberto Perfumo, Gustavo Cima, Adrián Paenza y Arturo Allende, en español; y Antônio Petrin, Antonia Elizabeth, João Bosco Tureta, Nilsa Gorey, Marco Tulio Reis, Téo José, Luiz Alfredo, Jairzinho, Toninho, Marcos César de Oliveira, Paulo Echevarría, Dárcio Arruda, Juárez Araújo, en portugués.

### Cierre del canal
A pesar de que la audiencia del canal era bastante grande (superando a ESPN y Fox Sports juntos), y se había posicionado en sólo dos años, "no era rentable", ya que Latinoamérica no estaba pasando un buen momento económico debido a la grave crisis económica que sufría Argentina desde mediados del 2001, y que se agravó en el 2002. Lo que perjudicó enormemente a Panamerican Sports And Media fue la desaparición del plan de convertibilidad en la Argentina.
Debido a este plan, el valor de los derechos de transmisión de la Copa Libertadores de América —comprados a la empresa argentina Torneos y a la brasileña Traffic— se tasaban en dólares, pero sus ingresos eran en pesos argentinos, lo cual implicaba una gran pérdida económica para la empresa, debido a la fuerte devaluación o depreciación del peso argentino por la crisis económica argentina.
Fue por este motivo que la Copa Merconorte y la Copa Mercosur desaparecieron, debido a que el canal compró los derechos de transmisión, pero no pagó a la CONMEBOL lo cual le originó un dominó de deudas. Y por ende la falta de logística para poder seguir llevándolas a cabo.
PSN cerró el 16 de marzo del 2002. Los derechos exclusivos de transmisión de competencias deportivas que estaban en su poder y todos sus programas emitidos fueron vendidos a Fox Sports, ESPN, Torneos, Globosat, VTV y Tenfield. Muchos de sus relatores, comentaristas y presentadores se irían a Fox Sports y otros a ESPN.

## Señales
- PSN: Señal principal con feed único para toda Latinoamericana (excepto Brasil), y con programación diferenciada para Chile (llamado en Chile PSN Básico).
- PSN Premium (Chile): Señal exclusiva para Chile con costo adicional, era similar a la programación de la señal Básica excepto algunos eventos en vivo como la Copa Libertadores, Copa Merconorte, Copa Mercosur y Eliminatorias Sudamericanas.
- PSN Brasil: Señal exclusiva para Brasil, donde toda la programación era idéntica a la señal Latinoamericana pero en idioma portugués.

## Bloques de programación
La programación del canal se dividía según cada deporte transmitido:
- Pasión por los goles: se dedicaba al fútbol. Copa Libertadores, Fútbol Mexicano, Copa Merconorte, Copa Mercosur, Liga Francesa, Liga Italiana, Liga Portuguesa, Copa UEFA, Copa Intercontinental de Clubes, Eliminatorias Sudamericanas, Eliminatorias Norte-Centro Americanas y Caribeñas, Eliminatorias Europeas, el Sudamericano Sub-20 y el Sudamericano Sub-17. Fútbol Mundial, Copa Libertadores Show, Copa Mercosur Show, Copa Merconorte Show, CONMEBOL Magazine, UEFA Cup Highlights y UEFA Cup Magazine
- Pasión por la velocidad: Automovilismo. Campeonato del Mundo de Fórmula 1, campeonato internacional de Fórmula 3000, el Campeonato Mundial de Rally, Technomundo con Eliseo Salazar
- Pasión por la acción: Tenis. Wimbledon, US Open, ATP, WTA Tour. Tenis América Latina con José Luis Clerc
- Pasión en vivo y en directo: Básquetbol. NBA, WNBA y la Liga Sudamericana de Clubes. NBA Action, WNBA Action y Lo mejor de la Liga Sudamericana
- Pasión por el punto: Vóley. Liga Mundial de Voleibol y el Campeonato Sudamericano de Voleibol. FIVB Magazine
- Pasión por el Try: Rugby. Six Nations, Campeonato Sudamericano de Rugby y Seven Sudamericano. World of Rugby con Rodolfo Martín y Germán Fernández Francou.
- PSN es emoción: Golf. Tour europeo de la PGA, PGA Grand Slam, William World Challenge
- Combate PSN: Boxeo. Título Sudamericano, Premier Boxing, HBO World Boxing Championship, Boxing on Showtime. y PSN Box
- Programas Sports Woman, Sports World, Hot Shot y Equitação, con la periodista y presentadora Tonia Elizabeth.

Además incluía diariamente un noticiero deportivo internacional en vivo conocido como PSN News, con las noticias más importantes del deporte latinoamericano y mundial presentado por el periodista argentino Omar Fuentes y su colega chileno Fernando Pizarro. Grupo de producción encabezado por Martín Ainstein,  Adrián Costa y Osvaldo Boscacci con la dirección de Diego Longo. 